# 达里娅·瓦尔福洛梅耶夫
达里娅·德米特里耶芙娜·瓦尔福洛梅耶夫（俄语：Да́рья Дми́триевна Варфоломе́ева；2006年11月4日—），俄罗斯及德国艺术体操运动员2019—2022年舉家移居並歸化德國，祖父為德國人、母親為德國籍俄羅斯體操運動員。

## 德國體操生涯
2022年世界艺术体操锦标赛棒操金牌得主、个人全能、球操、团体银牌得主、圈操铜牌得主、2023年世界艺术体操锦标赛个人全能、圈操、球操、棒操、带操金牌得主、团体银牌得主。2024年巴黎奧運藝術體操個人全能比賽金牌得主，也是繼雷吉娜·韦伯後第二位在奧林匹克運動會藝術體操項目獲得獎牌的德國運動員。